# Grover Jones
Grover Jones (Rosedale, 15 de novembro de 1893 — Hollywood, 24 de agosto de 1940) foi um roteirista e diretor de cinema norte-americano. Ele escreveu os roteiros para mais de 104 filmes entre 1920 até sua morte. Ele também foi um escritor prolífico.